# Mr. & Mrs. Smith (serie televisiva)
Mr. & Mrs. Smith  è una serie televisiva statunitense in 13 episodi trasmessi per la prima volta nel corso di una sola stagione nel 1996.

## Trama
Una spia, conosciuta solo come "Mr. Smith" (Scott Bakula), lavora per una organizzazione di sicurezza privata, dal nome in codice "The Factory", che utilizza agenti segreti abilitati alle ultime tecnologie per raccogliere informazioni sulla tecnologia, la scienza e l'economia nel tentativo di proteggere gli USA e le sue industrie dallo spionaggio nemico. Spesso gli agenti sono assunti anche per la vigilanza privata o per aiutare con operazioni segrete, come - per es. - il recupero di missili Stinger rubati. Nel pilot, una rivale di nome "Mrs. Smith" (Maria Bello), interferisce in un caso di Mr. Smith. Dopo qualche schermaglia iniziale, che rischia di far fallire la missione, "The Factory" decide di farli lavorare assieme. Anche se spesso litigano e non sanno nulla delle rispettive vite personali, la scelta si rivela ottima, visto che i due daranno vita ad una squadra molto affiatata.

## Personaggi e interpreti
- Mr. Smith (13 episodi, 1996-1997), interpretato da Scott Bakula.
- Mrs. Smith (13 episodi, 1996-1997), interpretata da Maria Bello.
- Mr. Big (12 episodi, 1996-1997), interpretato da Roy Dotrice.
- Rox (2 episodi, 1996), interpretato da Aida Turturro.

## Produzione
La serie, ideata da Kerry Lenhart e John J. Sakmar, fu prodotta da BPI Productions, Bakula Productions Inc., Page Two Productions e Time Warner Entertainment Company. Le musiche furono composte da Velton Ray Bunch.

### Registi
Tra i registi sono accreditati:
- Lou Antonio in un episodio (1996)
- Daniel Attias in un episodio (1996)
- Ralph Hemecker in un episodio (1996)
- David Jackson in un episodio (1996)
- Artie Mandelberg in un episodio (1996)
- Nick Marck in un episodio (1996)
- Sharron Miller in un episodio (1996)
- James Quinn in un episodio (1996)
- Jonathan Sanger in un episodio (1996)
- Oz Scott in un episodio (1996)
- James Whitmore Jr. in un episodio (1996)
- Michael Zinberg in un episodio (1996)
- Rob Thompson in un episodio (1997)

### Sceneggiatori
Tra gli sceneggiatori sono accreditati:
- John J. Sakmar in 7 episodi
- Kerry Lenhart in 6 episodi
- Del Shores in 2 episodi
- Sanford Golden
- Douglas Steinberg
- Susan Cridland Wick

## Distribuzione
La serie fu trasmessa negli Stati Uniti dal 20 settembre 1996 al 6 dicembre 1996 sulla rete televisiva CBS. In Italia è stata trasmessa su Rai 2 con il titolo Mr. & Mrs. Smith.
Alcune delle uscite internazionali sono state:
- negli Stati Uniti il 20 settembre 1996 (Mr. & Mrs. Smith)
- negli Stati Uniti il 20 settembre 1996
- in Finlandia il 30 giugno 1997
- in Portogallo il 6 luglio 1998 (Espiões de Classe)
- in Germania il 16 marzo 1999 (Das Seattle Duo)
- in Svezia il 27 maggio 2000
- in Francia (Mr. & Mrs. Smith)
- in Ungheria (Mr. és Mrs. Smith)
- in Italia (Mr. & Mrs. Smith)

## Episodi
| Stagione       | Episodi | Prima TV USA | Prima TV Italia |
| -------------- | ------- | ------------ | --------------- |
| Prima stagione | 13      | 1996-1997    | 1998            |